# Reprezentacja Izraela w piłce ręcznej kobiet
Reprezentacja Izraela w piłce ręcznej kobiet, narodowy zespół piłkarek ręcznych Izraela. Reprezentuje swój kraj w rozgrywkach międzynarodowych.